# Jim Reeves (niemiecki piosenkarz)
Jim Major Reeves (ur. 30 kwietnia 1968 jako Jim Nyasani w Kolonii, zm. 1 lutego 2016 w Berlinie) – niemiecki piosenkarz, tancerz, model i aktor. Najbardziej znany lider zespołu Sqeezer.

## Dyskografia
- 1995 – Feel So Real – jako Jim Ree
- 1997 – Don’t Stop the Music – jako Adama
- 1997 – Solarium – jako Jimmy Joe

## Śmierć
W styczniu 2016 r. Jim Reeves zatrzymał się w Berlinie w hostelu „Happy Go Lucky” przy Stuttgarter Platz, w pokoju, który dzielił z dwoma Polakami – Pawłem A. i Adamem K. Został przez współlokatorów skatowany i zgwałcony ostrym narzędziem. Zmarł w wyniku obrażeń wewnętrznych, a jego ciało odnaleziono 1 lutego. Zabójstwo miało podłoże homofobiczne. Obydwu Polaków ujęto – pierwszego sprawcę zlokalizowano w polskim więzieniu, drugiego ujęto w Hiszpanii. We wrześniu 2017 r. ruszył proces w tej sprawie.